# Aldo Ceccato
Aldo Ceccato (Milão, 18 de Fevereiro de 1934) foi um compositor e maestro italiano.
Trabalhou como assistente para o igualmente compositor Sergiu Celibidache e foi o director de música de Orquestra Sinfónica de Detroit, de 1973 ao ano de 1977. Foi também director da Orquestra Filarmónica de Bergen, de 1985 a 1990, e condutor da famosa Orquestra Filarmónica de Brno. Além destas conduziu a reconhecida Orquestra Nacional de Espanha, de 1991 a 1994.
Filho mais velho de Victor De Sabata, também condutor de orquestras, é reconhecido como o mais sublime músico da distinta família italiana.